# Норвегия на летних Олимпийских играх 1932
Норвегия принимала участие в Летних Олимпийских играх 1932 года в Лос-Анджелесе (США) в седьмой раз за свою историю, но не завоевала ни одной медали. Это была первая олимпиада, когда норвежцам не удалось взять ни одной медали.

## Результаты соревнований

### Борьба
Греко-римская борьба
| Борец       | Весовая категория | Первый круг                      | Второй круг                           | Третий круг          | Четвертый круг       | Финальный круг       | Место |
| Борец       | Весовая категория | Соперник Результат               | Соперник Результат                    | Соперник Результат   | Соперник Результат   | Соперник Результат   | Место |
| ----------- | ----------------- | -------------------------------- | ------------------------------------- | -------------------- | -------------------- | -------------------- | ----- |
| Арильд Даль | до 72 кг          | Бёрге Йенсен Дания Пор. по очкам | Ивар Юханссон Швеция Пор. туше, 11:04 | Завершил выступление | Завершил выступление | Завершил выступление | 6     |

### Лёгкая атлетика
Мужчины
| Дисциплина      | Спортсмен         | Предварительный раунд | Предварительный раунд | Четвертьфиналы | Четвертьфиналы | Полуфиналы           | Полуфиналы           | Финал                | Финал                |
| Дисциплина      | Спортсмен         | Результат             | Место                 | Результат      | Место          | Результат            | Место                | Результат            | Место                |
| --------------- | ----------------- | --------------------- | --------------------- | -------------- | -------------- | -------------------- | -------------------- | -------------------- | -------------------- |
| 400 м           | Ялмар Йоханнессен | 49,5                  | 3                     | 49,4           | 5              | Завершил выступление | Завершил выступление | Завершил выступление | Завершил выступление |
| 800 м           | Ялмар Йоханнессен | 1:54,3                | 4                     |                |                |                      |                      | Завершил выступление | Завершил выступление |
| прыжки в высоту | Биргер Хауг       |                       |                       |                |                |                      |                      | 1,85                 | 9                    |
| метание копья   | Олав Сунде        |                       |                       |                |                |                      |                      | 60,81                | 9                    |

### Плавание
Спортсменов — 7
Мужчины
| Дистанция      | Спортсмен       | Предварительные заплывы | Предварительные заплывы | Полуфинал | Полуфинал | Финал                | Финал                |
| Дистанция      | Спортсмен       | Результат               | Место                   | Результат | Место     | Результат            | Место                |
| -------------- | --------------- | ----------------------- | ----------------------- | --------- | --------- | -------------------- | -------------------- |
| 100 м на спине | Виллиам Карлсен | 1:13,7                  | 2 Q                     | 1:13,3    | 5         | Завершил выступление | Завершил выступление |

## Конкурсы искусств
Норвегию представляли Майя Вийг-Хансен (вне конкурса) и Йохс Эльвестад (музыка).